# あゝ金沢城
「あゝ金沢城」（ああかなざわじょう）は、1974年にリリースされた三橋美智也のシングル。

## 解説
- 「舞踊歌謡」シリーズのひとつであり、加賀国石川郡尾山[1]（現・石川県金沢市丸の内）にあった金沢城をテーマにしている。B面の「百万石の町」は同年リリース「唄めぐり 北から南、西東」に収録されている。
- 歌詞の中には「辰己の流れ」「石川門」「南坊」「加越能」（A面）、「白山」「加賀友禅」（B面）が登場する。
- A面のみ詩吟入り。

## 収録曲
1. あゝ金沢城
  - 作詞:山崎桂花／作曲:馬場花子／補作曲・編曲:白石十四男
2. 百万石の町
  - 作詞:横井弘／作曲・編曲:白石十四男